# Pokolj u Gustom Grabu
Pokolj u Gustom Grabu bio je ratni zločin koji su počinile bošnjačko-muslimanske snage nad Hrvatima tijekom agresije na prostore Hrvata Srednje Bosne. 19. siječnja 1993. napale su hrvatsko selo Gusti Grab kod Busovače. Dio šire ofanzive na prostor Busovače. Pripadnici ARBiH masakrirali 5 staraca.